# 고가 슌타로
고가 슌타로(일본어: 古賀 俊太郎, 1998년 8월 27일~)는 일본의 축구 선수이다.

## 구단 경력
그는 2020년 J2리그의 레노파 야마구치 FC에 입단했다. 2021년 일본 풋볼 리그의 FC 가리야로 이적했다. 2022년 7월부터 2023년까지 J3리그의 YSCC 요코하마에서 뛰었다. 2024년 AC 나가노 파르세이루로 이적했다.